# Zoltan Kovacs
Zoltan Kovacs (n. 8 august 1953, Curtuișeni) este un fost deputat român în legislatura 2000-2004, ales în județul Bihor pe listele partidului UDMR. Zoltan Kovacs a fost validat ca deputat pe data de 28 decembrie 2000 și l-a înlocuit pe deputatul Laszlo Fazakaș. Zoltan Kovacs a demisionat din Parlament pe data de 28 iunie 2004 și a fost înlocuit de deputatul Csaba Zsolt Sarkady.  În cadrul activității sale parlamentare, Zoltan Kovacs a fost membru în grupurile parlamentare de prietenie cu Republica Elenă și Regatul Spaniei.     

## Legături externe
- Zoltan Kovacs Arhivat în 27 aprilie 2016, la Wayback Machine. la cdep.ro